# Chinesische Kulturrenaissance
Die Chinesische Kulturrenaissance (中華文化復興運動) wurde im November 1966 von ungefähr 1500 Chinesen, unter anderem Ke Sun, Yunwu Wang, Lifu Chen, Qitian Chen, Decheng Kong in der Republik China (Taiwan) ausgelöst. Im Juli, dem darauffolgenden Jahr 1967 wurde das chinesische Kulturrenaissance-Komitee (中華文化復興運動總會) gegründet. Der erste Präsident des Komitees war Chiang Kai-shek, Präsident der Republik China in Taiwan.
Ziel der Renaissance war, die chinesische Kultur sowohl in Taiwan als auch im chinesischen Kreis im Ausland beizubehalten bzw. zu retten. Politisch gesehen war die Renaissance eine Kampagne gegen die Kulturrevolution (文化大革命) der kommunistischen Volksrepublik China, die vom Diktator Mao Zedong (毛澤東) in Festlandchina entfesselt wurde.